# Hans Dorr
Hans Dorr (* 7. April 1912 in Sontheim; † 21. März 1945 bei Judenburg (Steiermark)) war ein deutscher Offizier der Schutzstaffel und Waffen-SS im Zweiten Weltkrieg. Bei Kriegsende war er SS-Obersturmbannführer. Dorr war einer von zwanzig Angehörigen der Waffen-SS, denen das Ritterkreuz des Eisernen Kreuzes mit Eichenlaub und Schwertern verliehen worden ist.

## Leben
Dorr war der Sohn eines Landwirts. Nach dem Besuch der Volksschule absolvierte er für drei Jahre eine Gewerbefachschule, die er als Fleischergeselle abschloss.
Er trat im April 1933 dem SS-Sturm 29 der SS-Verfügungstruppe in Ottobrunn bei (SS-Nummer 77.360). Dort wurde er dem 3. Sturm des I. Sturmbannes zugeteilt. Seine infanteristische Grundausbildung absolvierte Dorr von Januar bis Mitte Mai 1934 bei der 6. Landespolizei-Hundertschaft in München. Anschließend war er von Juli bis September 1934 im 2. Sturm der SS-Standarte 1 „Deutschland“ eingesetzt. Am 1. Oktober 1934 nahm Dorr einen Unterführer-Anwärter Lehrgang im III. Sturmbann der SS-Standarte 2 „Germania“ auf, wo er zugleich zum SS-Sturmmann befördert wurde. Nach Beendigung des Lehrganges Ende Dezember 1934 kam Dorr in den III. Sturmbann der SS-Standarte 2 „Germania“, wo er in einer Infanterie-Geschütz-Kompanie Verwendung fand. Am 1. Juni 1935 wurde er hier zum SS-Rottenführer befördert. Von November 1935 bis September 1937 fungierte Dorr im III. Sturmbann der „SS-Germania“ als Gruppen- und stellvertretender Zugführer. Während dieser Zeit ist er am 15. November 1935 zum SS-Unterscharführer und am 20. April 1937 zum SS-Scharführer befördert worden. Am 3. Juni 1937 beantragte er die Aufnahme in die NSDAP und wurde rückwirkend zum 1. Mai desselben Jahres aufgenommen (Mitgliedsnummer 4.201.019). Von Oktober 1937 bis zum 1. August 1938 absolvierte Dorr an der SS-Junkerschule Bad Tölz einen Junkerlehrgang, wo er am 1. April 1938 zum SS-Standartenjunker befördert wurde. Im Anschluss der Junkerschule besuchte Dorr bis Mitte September 1938 einen Zugführer-Lehrgang in Dachau. Ab Mitte Oktober 1938 erfolgte sein Einsatz als Zugführer in der 10. Kompanie der III./SS-VT „Germania“ in Radolfzell. Mit dieser nahm Dorr an der Besetzung des Sudetenlandes und der sogenannten Zerschlagung der Rest-Tschechei teil.

### Zweiter Weltkrieg
In der 10. Kompanie der SS-Standarte „Germania“ nahm Dorr im September 1939 auch am Überfall auf Polen teil. Die Standarte war der 14. Armee unterstellt und in Oberschlesien und Südpolen eingesetzt. Im Verlauf des Feldzuges wurde Dorr bereits am 17. September 1939 verwundet. Am 14. November 1939 erhielt Dorr das Eiserne Kreuz II. Klasse verliehen. Nach seiner Genesung wurde Dorr vom 5. November 1939 bis Mitte Februar 1940 als Kompanieführer der 10. Kompanie eingesetzt. In dieser Funktion wurde er am 30. Januar 1940 zum SS-Obersturmführer befördert. Vom 15. Februar 1940 bis zu seiner erneuten Verwundung am 25. Mai 1940 im Westfeldzug fungierte Dorr als Ordonnanzoffizier im III. Bataillon der SS-Standarte „Germania“ (SS-Verfügungsdivision). Am 20. August 1940 erfolgte die Verleihung des Eisernen Kreuzes I. Klasse. Zum 1. September 1940 wurde Dorr zum Führer des Krad-Erkundungs-Zuges des SS-Regiment „Germania“ ernannt, eine Funktion, die er nur bis Mitte September 1940 innehatte.
Am 15. September 1940 erfolgte die Ernennung zum Führer der 1. Kompanie im SS-Regiment (mot.) „Germania“. Ab November 1940 gehörte der zum SS-Hauptsturmführer beförderte Dorr mit seinem Regiment zur neu aufgestellten SS-Division „Wiking“ und war auch als Ordonnanz- und Gerichtsoffizier eingesetzt. Innerhalb der SS-Division „Wiking“ kam Dorr als Kompanieführer beim Angriff auf die Sowjetunion zum Einsatz und erhielt am 19. Dezember 1941 das Deutsche Kreuz in Gold. Dorr führte die 1. Kompanie des „Germania“-Regiments bis zum 20. April 1942. Am gleichen Tag erhielt er das Verwundetenabzeichen in Gold und trat vorübergehend in das SS-Infanterie-Ersatz-Bataillon „Germania“ über.
Am 1. Juni 1942 erfolgte seine Ernennung zum Chef der 4. Kompanie des SS-Infanterie-Regiments „Germania“, welche er mit Unterbrechung bis zum 20. Februar 1943 führte. Am 27. September 1942 wurde Dorr das Ritterkreuz des Eisernen Kreuzes verliehen. Vom 20. Februar 1943 an wurde Dorr in das SS-Panzer-Grenadier-Ersatz-Bataillon „Germania“ versetzt. Am 1. April 1943 erfolgte seine Ernennung zum Bataillonskommandeur des I. Bataillons des besagten SS-Infanterie-Regiments „Germania“ und am 9. November 1943 wurde Dorr zum SS-Sturmbannführer ernannt.
Am 13. November 1943 erhielt Dorr als 327. Soldat das Eichenlaub zum Ritterkreuz verliehen. Er bekam die Auszeichnung für die Rückeroberung eines Ortes im Raum Sselischtsche-Kaniw (III. Panzerkorps) sowie für den erfolgreichen Entsatz von Teilen seines eingeschlossenen Bataillons. Am 17. Mai 1944 erfolgte Dorrs Ernennung zum Kommandeur des SS-Panzer-Grenadier-Regiments 9 „Germania“, welches er bis zu seinem Tod kommandierte. In dieser Eigenschaft erhielt Dorr am 9. Juli 1944 als 77. Träger die Schwerter zum Eichenlaub verliehen. Er erhielt sie für „Waffentaten“ vom 31. Januar bis 5. Februar 1944 bei Orlowez, 9. bis 11. Februar 1944 bei Arbusino, 12. bis 14. Februar 1944 bei Schanderowka, 15. bis 15. Februar 1944 bei Nowa Buda sowie für den Durchbruch aus dem Kessel von Tscherkassy am 17. Februar 1944. Ferner für die folgenden Angriffe auf Kowel und die Höhe 189,5. Am 18. August 1944 erfolgte seine Beförderung zum SS-Obersturmbannführer.
Am 21. Januar 1945 war das SS-Panzer-Grenadier-Regiment 9 im Rahmen der 5. SS-Panzer-Division „Wiking“ an der geplanten Entsetzung von Budapest beteiligt. Nach der Einnahme von Sárosd südwestlich von Budapest wurde der Regimentsgefechtsstand während einer Einsatzbesprechung durch sowjetisches Pak-Feuer getroffen. Dabei wurden mehrere anwesende Offiziere getötet und Dorr zum 16. Mal verwundet. Am 21. März 1945 starb Dorr an den Folgen dieser Verwundung in einem Lazarett bei Judenburg. Sein Grab befindet sich auf dem Friedhof in Judenburg.